# Munitionskrise von 1915

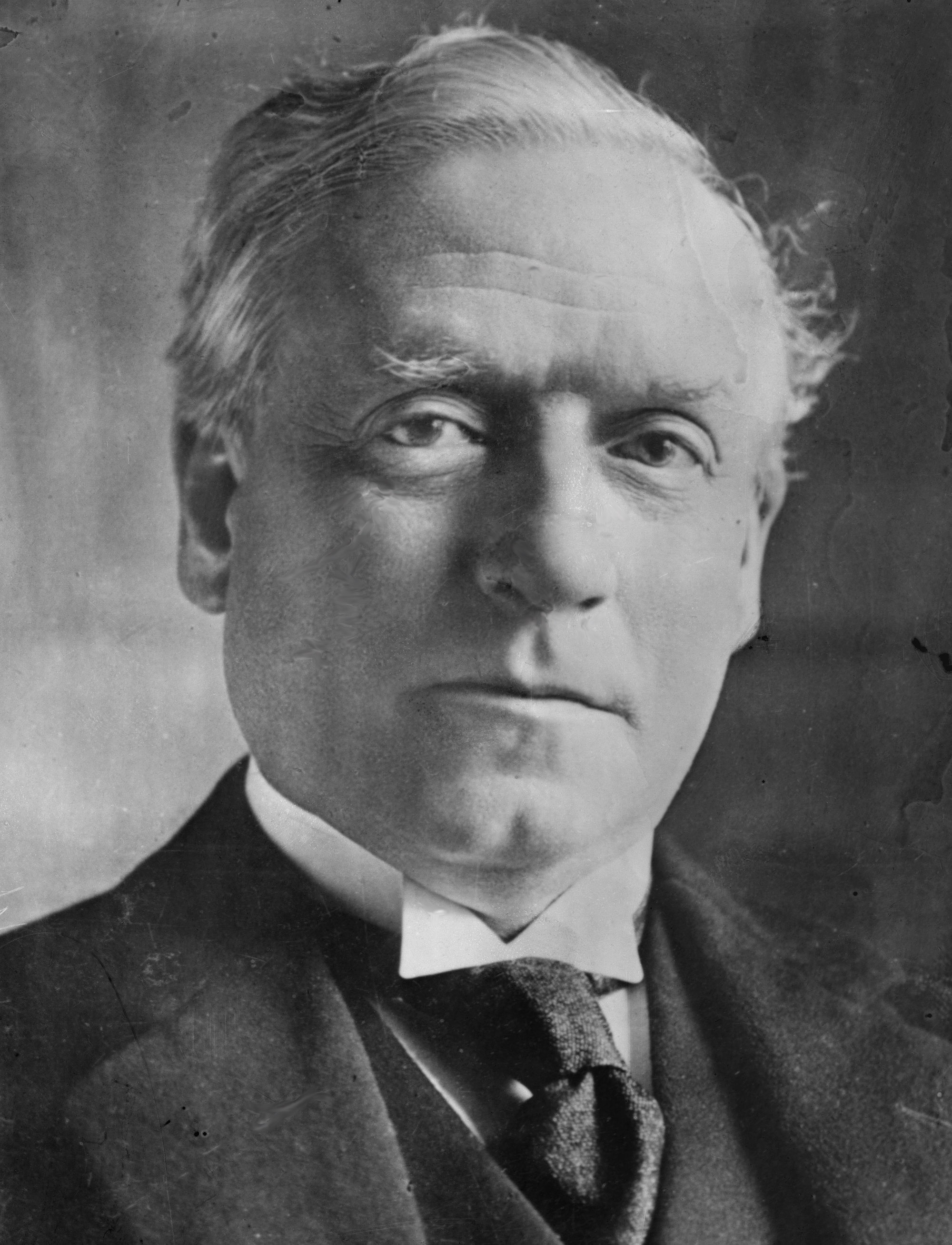
Herbert Henry Asquith, der Premierminister während der Krise

Die Munitionskrise von 1915, auch Munitionskrise vom Frühjahr 1915, (englisch Shell Crisis) war der Mangel von Artilleriegeschossen an der Westfront des Ersten Weltkrieges auf Seiten der British Expeditionary Force. Der durch Planungsfehler in Friedenszeiten verursachte Mangel trug wesentlich zum Misserfolg der ersten britischen Offensive in der Schlacht von Neuve-Chapelle im März 1915 bei. Nachdem dies durch die britischen Tageszeitungen The Times und Daily Mail der Öffentlichkeit im Vereinigten Königreich bekannt gemacht wurde, kam es zur Auflösung der Ersten Regierung unter Herbert Henry Asquith und Bildung der Zweiten Regierung Asquith mit einem neugegründeten Ministry of Munitions am 25. Mai 1915. Um die Rahmenbedingungen der Munitionsproduktion mit dem Ziel einer Maximierung derselben zu verbessern, wurde der Munitions of War Act am 2. Juli 1915 vom britischen Parlament verabschiedet.

## Mangel an Munition
Artillerie wurde am Ende des 19. Jahrhunderts immer wichtiger, weshalb Armeen ihre Vorräte an Artilleriemunition erhöhten. 1914 hatten mehrere Armeen ihren Vorrat auf 1000–1500 Geschosse pro Geschütz aufgestockt, was für ein halbes Jahr reichen sollte. Größere Vorräte wären Gefahr gelaufen, mit der Zeit unbrauchbar zu werden.
Diese Vorräte waren aber bald aufgebraucht. Schon ab der Ersten Marneschlacht gab es bei der französischen Armee einen Mangel an Munition, andere Armeen, u. a. die britische und die deutsche, litten ab November 1914 darunter. Der Grabenkrieg verschärfte das Problem: Die Munition wurde, anstatt zur Bekämpfung von Infanterie in offenem Gelände, gegen große Feldbefestigungen verwendet, während die Anzahl von potentiellen Zielen sich erhöhte. Dies führte zu einer drastischen Erhöhung des Munitionsverbrauchs. Die staatlichen Munitionsfabriken konnten nicht genug Nachschub produzieren, weshalb die Einbindung mehrerer privater Fabriken den Produktionsengpass beseitigen sollte. Die privaten Hersteller hatten aber zunächst keine ausgebildeten Fachkräfte, weshalb viele Aufträge nicht rechtzeitig erfüllt werden konnten. Für die Mittelmächte kam hinzu, dass es wegen der Seeblockade Deutschlands und Österreich-Ungarns (→Seekrieg im Ersten Weltkrieg) und der von den Alliierten besetzten deutschen Kolonien einen Mangel an kriegswichtigen Rohstoffen gab. Schließlich wurde der Fokus statt auf Qualität auf Quantität gerichtet, z. B. nutzte die deutsche Armee statt Stahl Gusseisen.

## The TimesundDaily Mailgreifen Lord Kitchener an
Nachdem Charles à Court Repington, der Kriegsberichterstatter von The Times, die verlustreiche britische Niederlage in der Schlacht bei Aubers Ridge im Mai 1915 selbst beobachtete und sein enger Freund John French die Munitionsknappheit erwähnte, prangerte er in einem Telegramm an The Times dies und indirekt Lord Kitchener an. Dies wurde am 14. Mai 1915 unter der Überschrift „Need for shells: British attacks checked: Limited supply the cause: A Lesson From France“ von Lord Northcliffe, dem Besitzer von The Times und Daily Mail, veröffentlicht. Lord Northcliffe veröffentlichte am 21. Mai auch in der Daily Mail einen skandalösen Artikel über die Krise unter der Überschrift The Tragedy of Shells: Lord Kitchener’s grave Error.

## Politische Folgen

### Bildung der Zweiten Regierung Asquith
Asquith forderte seine Minister in einem Brief zum Rücktritt auf, worauf er am 19. Mai mit David Lloyd George als Munitionsminister eine neue Regierung bildete. Dies tat er aber hauptsächlich wegen des Rücktritts John Fishers', dem ehemaligen Ersten Seelord, am 15. Mai. Die aufgelöste Regierung war die letzte komplett liberale Regierung im Vereinigten Königreich.

### Munitions of War Act 1915
Der am 2. Juli verabschiedete Munitions of War Act 1915 beendete die Krise. Nach Sir John Marriott lautete der Text:

“No private interest was to be permitted to obstruct the service, or imperil the safety, of the State. Trade Union regulations must be suspended; employers' profits must be limited, skilled men must fight, if not in the trenches, in the factories; man-power must be economize by the dilution of labour and the employment of women; Private factories must pass under the control of the State, and new national factories be set up.”

„Kein privates Interesse durfte den Dienst des Staates oder die Sicherheit einschränken. Gewerkschaftsrechte werden suspendiert; Der Profit der Arbeitgeber müssen begrenzt werden, erfahrene Männer müssen, wenn nicht in den Graben, in den Fabriken kämpfen; Arbeitskraft muss durch Verdünnung der Arbeit und Einsatz von Frauen gespart werden; Private Fabriken müssen unter der Kontrolle des Staates stehen und neue nationale Fabriken müssen aufgebaut werden.“

### Ministry of Munitions

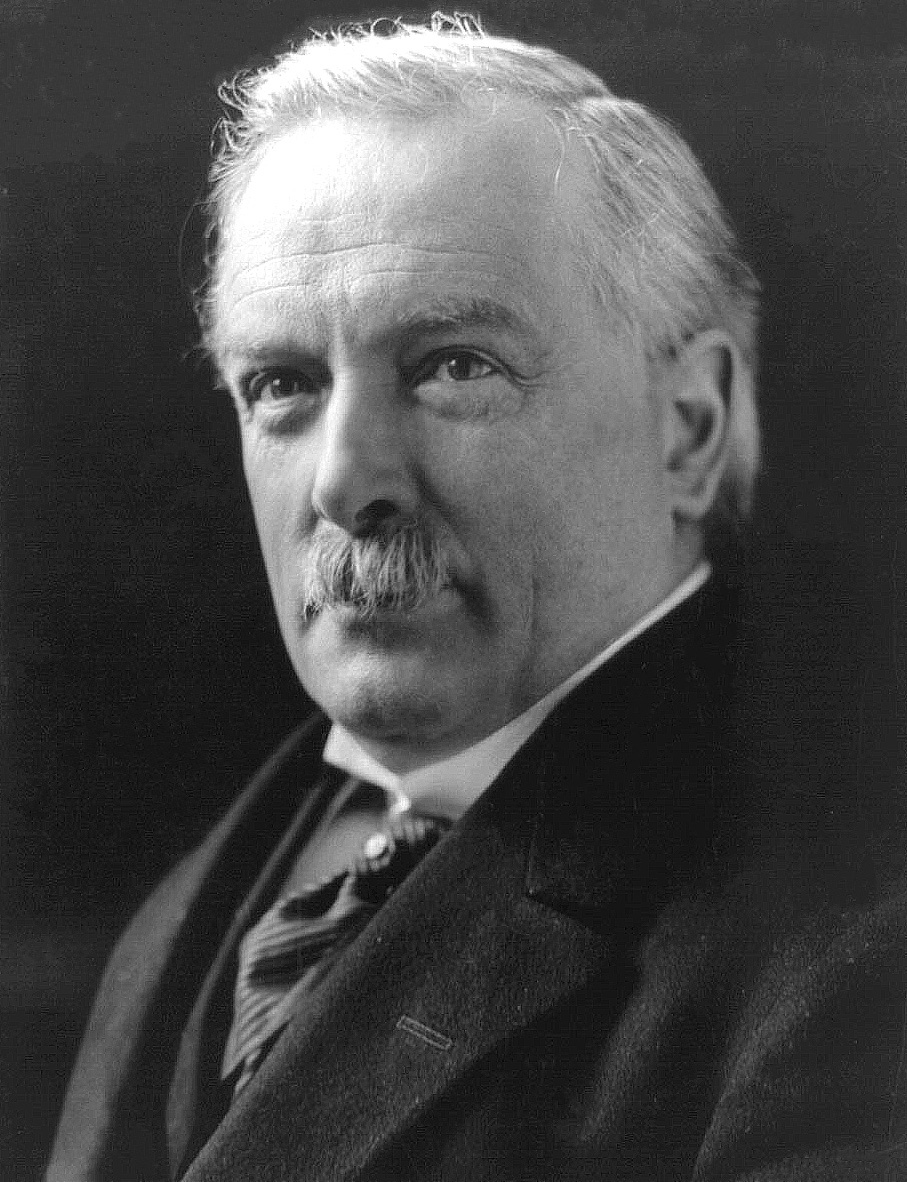
David Lloyd George, der Munitionsminister

Nach der Bildung des Ministeriums wurden neue Fabriken gebaut. Da es einige Zeit dauern würde, bis diese Fabriken erbaut sein würden, wurden mehrere Eisenbahnfabriken zu Munitionsfabriken umgewandelt. Diese Eisenbahnfabriken waren besonders geeignet, da sie schon geeignetes Personal und Maschinerie besaßen.
In solchen Munitionsfabriken gab es drei Explosionen:
1. 1916 in Faversham mit 105 Toten
2. 1917 in Silverton mit 73 Toten und mehr als 400 Verletzten
3. 1918 in Chilwell mit 137 Toten